# Теана
Теана (італ. Teana) — муніципалітет в Італії, у регіоні Базиліката, провінція Потенца.
Теана розташована на відстані близько 370 км на південний схід від Рима, 65 км на південний схід від Потенци.
Населення — 633 особи (2014).
Щорічний фестиваль відбувається 8 серпня - 9 серпня. Покровитель — святий Власій.

## Демографія
Населення за роками:

Станом на 1 січня 2023 року в муніципалітеті офіційно проживало 5 іноземців з 5 країн, серед них 2 громадяни країн Євросоюзу.

## Сусідні муніципалітети
- Кальвера
- Карбоне
- Кастронуово-ді-Сант'Андреа
- К'яромонте
- Фарделла